# Бублички
«Бу́блички» — популярная с 1920-х годов советская песня, текст которой был написан Яковом Ядовым. Став символом эпохи НЭПа в Одессе, «Бублички», подобно таким песням, как «Цыплёнок жареный» или «Мурка», превратились в неотъемлемую часть городского фольклора.

## История песни
Песня была написана Яковом Ядовым в 1926 году для куплетиста Григория Красавина
. Яркий артист так называемого «блатного жанра», он был особенно популярен во времена НЭПа. Ученик и последователь знаменитого эксцентрика Михаила Савоярова, Григорий Красавин выступал на сцене так же, как и его учитель, со скрипкой, одновременно пел, играл в паузах, аккомпанировал сам себе, пританцовывал и дополнял пение мимическими импровизациями.
В большой статье в журнале «Нева» (2001, № 2), посвящённой истории песни, Владимир Бахтин приводит следующие воспоминания Григория Красавина:

У меня была привычка собирать мелодии песенок на всякий случай. Бывало, услышу где-нибудь в кафе или в ресторане что-нибудь характерно-эстрадное прошу пианиста дать мне ноты. Одна из этих мелодий мне пригодилась в 1926 году. Я тогда жил в Харькове, и туда приехали известные администраторы Аркадий Вольский и Борис Рейф. Они меня приглашали на открытие сезона в Одессу — в Театр миниатюр на Ланжероновской улице. В процессе разговора, когда я старался выяснить, в чём состоит одесская «злоба дня», они мне сказали, что в Одессе на всех углах продают горячие бублики с утра и до вечера и с вечера до утра. Только и слышно: «Купите бублики, горячие бублики…» Вот это, сказали они, стоило бы отразить в песенке. Кто это может сделать хорошо и быстро? Только один человек — Яков Петрович Ядов! Через несколько часов мы были на Сумской улице в квартире Ядова. Якову Петровичу очень понравилась музыка. Он сразу загорелся: «Это прекрасная идея! Надо показать в этой песенке несчастную безработную девушку, мёрзнущую на улице ради куска хлеба, умирающую с голода для обогащения нэпмана, так сказать, одна из „гримас нэпа“». Он задумался, потом добавил: «Идите в столовую пить чай, а я буду печь бублики». (…) "Через неделю, — продолжает свой рассказ Григорий Красавин, — в Одессе я после четырёх первых своих номеров пел «Бублики». Назавтра их пела вся Одесса, а через некоторое время, когда я приехал в Ленинград, Утёсов, встретив меня, сказал: «Гриша, я пою твои „Бублики“. Ничего?» — «Кушай на здоровье!» — ответил я ему".
В рассказе куплетиста, наговорённом на магнитофон в 1956 году, история создания «Бубличков» выглядела так:

«Приехав на гастроли в Одессу, я был поражён, что, пока я ехал с вокзала к Ядову на Сумскую улицу, всю дорогу меня сопровождали возгласы „купите бублики!“ Мне захотелось иметь песенку с таким припевом. О своем желании я сказал Ядову и сыграл на скрипке, с которой обычно выступал, запавшую в память мелодию. Яков Петрович разразился обычным для него бурным смехом и сказал жене Ольге Петровне своим сиплым голосом: „Ставь самовар для артиста. А я буду печь бублики…“ Полчаса стучала в соседней комнате машинка. В тот же вечер я с листа исполнял „Бублики“ в „Гамбринусе“. На следующий день Одесса запела „Бублики“…».
Александр Галяс, однако, отмечает, что «в рассказе Г. Красавина смущает один нюанс: из него вытекает, будто бы Яков Ядов жил в Одессе на улице Сумской. Тем не менее в центре Одессы такой улицы никогда не было, между тем Сумская улица хорошо известна как центральная магистраль Харькова. <…> Вот теперь всё становится на свои места. Музыку Г. Красавин действительно взял чужую, так и не узнав никогда, кто был её подлинным автором, а родилась песня действительно в Харькове, тогдашней столице Украины, на улице Сумской».
Мелодия песни была заимствована Красавиным у приглянувшегося ему популярного фокстрота. В разных источниках автор мелодии указывается как «Г. Богомазов» или «С. Богомазов». Есть также предположение, что автором мелодии был Яков Самойлович Файнтух.
Песня «Бублички» с триумфом прошла по всей новой Советской стране и попала за рубеж. Иммигранты привезли её в Нью-Йорк, в еврейский район, куда, стараясь держаться вместе, селились приехавшие из России. Песню перевели на идиш. Вскоре она вошла в репертуар эстрадных певцов. Именно с песни «Бублички» на идише начали своё великое восхождение на олимп эстрады сёстры Бэрри, когда были ещё детьми. Они, маленькие девочки, просто напевали услышанную где-то у соседей песенку про бублики (бейгеле), но пение услышал профессиональный музыкант и, поразившись вокальными данными, позвал записать исполнение на радио.

## Текст песни
В статье В. Бахтина приводится полный текст «Бубликов» по рукописи, хранящейся в архиве Г. Красавина:
Ночь надвигается,

Фонарь качается,

И свет врывается

В ночную мглу…

А я, немытая,

Тряпьем покрытая,

Стою, забытая,

Здесь — на углу.

Горячи бублики

Для нашей публики,

Гони-ка рублики,

Народ, скорей!

И в ночь ненастную

Меня, несчастную,

Торговку частную,

Ты пожалей.

Здесь, на окраине,

Год при хозяине,

Проклятом Каине,

Я состою.

Всё ругань слушаю,

Трясусь вся грушею,

Помои кушаю,

Под лавкой сплю.

Горячи бублики

Для нашей публики,

Гони мне рублики,

Народ, не зря.

Тружусь я ночкою,

Считаюсь дочкою

И одиночкою

У кустаря.

Отец мой пьяница,

Гудит и чванится.

Мать к гробу тянется

Уж с давних пор.

Совсем пропащая,

Дрянь настоящая —

Сестра гулящая,

А братик — вор!

Горячи бублики

Для нашей публики,

Гоните рублики

Вы мне в момент…

За мной гоняются

И все ругаются,

Что полагается

Мне взять патент.

Здесь трачу силы я

На дни постылые,

А мне ведь, милые,

Шестнадцать лет…

Глаза усталые,

А губки алые,

А щёки впалые,

Что маков цвет.

Горячи бублики

Для нашей публики,

Гоните рублики

Мне кто-нибудь…

Суженый встретится,

И мне пометится

Лучами месяца

Мой честный путь.

Твердит мне Сенечка:

«Не хныкай, Женечка…

Пожди маленечко —

Мы в загс пойдём».

И жду я с мукою,

С безмерной скукою…

Пока ж аукаю

Здесь под дождём.

Гони мне рублики,

Для нашей публики

<Купите бублики>,

Прошу скорей,

И в ночь ненастную

Меня, несчастную,

Торговку частную,

Ты пожалей!
Постепенно, приобретя популярность в народе, песня стала значительно короче: ушли социальные темы, а какие-то фразы народная молва «отредактировала» на свой лад.

## Отзывы современников
Из интервью Леонида Утёсова Зиновию Паперному:

— Ваша любимая песня?

— Песня протеста.

— Против чего?

— Не против чего, а про что. Про тесто. Короче говоря, «Бублики».

И он поет:

Ночь надвигается,

Фонарь качается,

Мильтон ругается

В ночную мглу. (…)

— А кто автор?

— Яков Ядов.

## Исполнители песни
- на русском языке: в России (помимо первого исполнителя Красавина) Дора (в НМДНИ-1923), Утёсов (См. Песни в исполнении Утёсова, пластинка «Гоп со смыком», песня № 9), Иван Ребров  (нем. Ivan Rebroff; 31 июля 1931, Шпандау, Германия — 27 февраля 2008, Франкфурт-на-Майне, Германия) — немецкий певец с диапазоном голоса в четыре октавы, исполнял русские песни и романсы, народные песни многих других стран, оперные партии и духовную музыку. Елена Ваенга (альбом «Флейта»); за рубежом — Константин Котляров, Мила Аржанская (версия Мила Аршанская), Сара Горби, Аркадий Северный, Хор Турецкого, Юрий Морфесси, группа Ляпис Трубецкой и другие. Похожая песня (с немного изменённым текстом) есть в репертуаре Михаила Шуфутинского.
- на идиш: Сёстры Берри (Bublitchki Bagelach — The Barry Sisters)
- на польском языке: перевод Анджея Власта[8]: Барбара Рыльска[9]
- на французском языке: Дамия (Мари-Луиза Дамьен)[10]
- на финском языке: Катри Хелена[11]
- на немецком языке: Лариса Мондрус[12] Кроме того Ханс Альберс исполнял в фильме "Savoy-Hotel 217" в 1936г. песню "In meinem Herzen, Schatz, da ist für viele Platz", которая написана на основе песни "Бублички".
- на английском языке: клезмер-группа Golem.